# 天水田
天水田（てんすいでん）は、水利を天水に依存している水田である。
　

## 概要
天水田は、水の大部分を雨水、雪解け水、湧水などの天水に依存している水田。世界的に米生産面積の約3分の1を占める。

## 特徴
用水路や灌漑をめぐらせることが困難な山岳・丘陵地帯での水田の形態である。棚田の形状を成すことが多い。
旱魃の影響が大きいため年ごとの収穫が安定しない。

## 分布
世界的には東南アジア、特にタイ、ラオスに多い。日本にも存在する。

## 日本の天水田
- 大山千枚田